# Calymmaderus pudicus
Calymmaderus pudicus är en skalbaggsart som först beskrevs av Karl Henrik Boheman 1858.  Calymmaderus pudicus ingår i släktet Calymmaderus och familjen trägnagare. Inga underarter finns listade i Catalogue of Life.